# اسطيفان سلامة
اسطيفان أنطون اسطيفان سلامة هو اقتصادي وسياسي فلسطيني، يشغل منذ يونيو 2025 منصب وزير وزارة التخطيط والتعاون الدولي ضمن حكومة محمد مصطفى.

## حياته
يحمل درجة البكالوريوس في الاقتصاد من جامعة بيرزيت. وهو حاصل على درجة الدكتوراه في التخطيط والسياسات العامة من جامعة إلينوي في شيكاغو.
عمل لأكثر من عشر سنوات محاضرًا في جامعة بيرزيت، وعمل على مدار 17 عاما في القطاع العام الفلسطيني، وكان مستشارًا لعدد من الوزراء ورؤساء وزراء فلسطينيين. كما قاد جهود التخطيط الاستراتيجي والتعاون الدولي، وأشرف على إدارة العلاقات مع المانحين الدوليين، متعاملاً مع أكثر من 50 دولة ومنظمة دولية.
كما قاد الفريق الوطني المسؤول عن إعداد العديد من الخطط الوطنية والاستراتيجيات القطاعية، بالإضافة إلى خطط التعافي وإعادة الإعمار الخاصة بقطاع غزة. يشغل عضوية مجلس أمناء عدد من المؤسسات الأكاديمية والجمعيات الخيرية، من بينها جامعة بيت لحم، وكلية الروضة الجامعية، ومدرسة الفرندز في رام الله.
في 23 يونيو 2025، وافق الرئيس محمود عباس على تعديلٍ وزاريٍّ لحكومة محمد مصطفى، حيث أدى سلامة اليمين القانونية في مقر الرئاسة الفلسطينية بمدينة البيرة وزيرًا لوزارة التخطيط والتعاون الدولي ضمن حكومة مصطفى التي تشكلت في 31 مارس 2024، وذلك خلفًا للوزير وائل زقوت الذي استقال من الحكومة في مايو 2025.